# Langloisia setosissima
Genre
Espèce
Classification phylogénétique
Langloisia setosissima est une espèce de plantes à fleurs de la famille des Polemoniaceae, originaire du sud-ouest des États-Unis et du Mexique. Il s'agit de la seule espèce du genre Langloisia. Elle présente deux sous-espèces, aux fleurs différentes.

## Description morphologique

### Appareil végétatif
Cette plante se présente sous la forme d'une touffe épineuse, de 4 à 15 cm de hauteur et d'une vingtaine de centimètres de diamètre. Les feuilles, qui mesurent 2 ou 3 cm de longueur, sont plus larges à leur extrémité qu'à leur base. L'extrémité de la feuille forme 3 à 5 dents garnies d'épines, et leur base étroite porte aussi des épines, plus longues et pouvant avoir jusqu'à deux ramifications.

### Appareil reproducteur

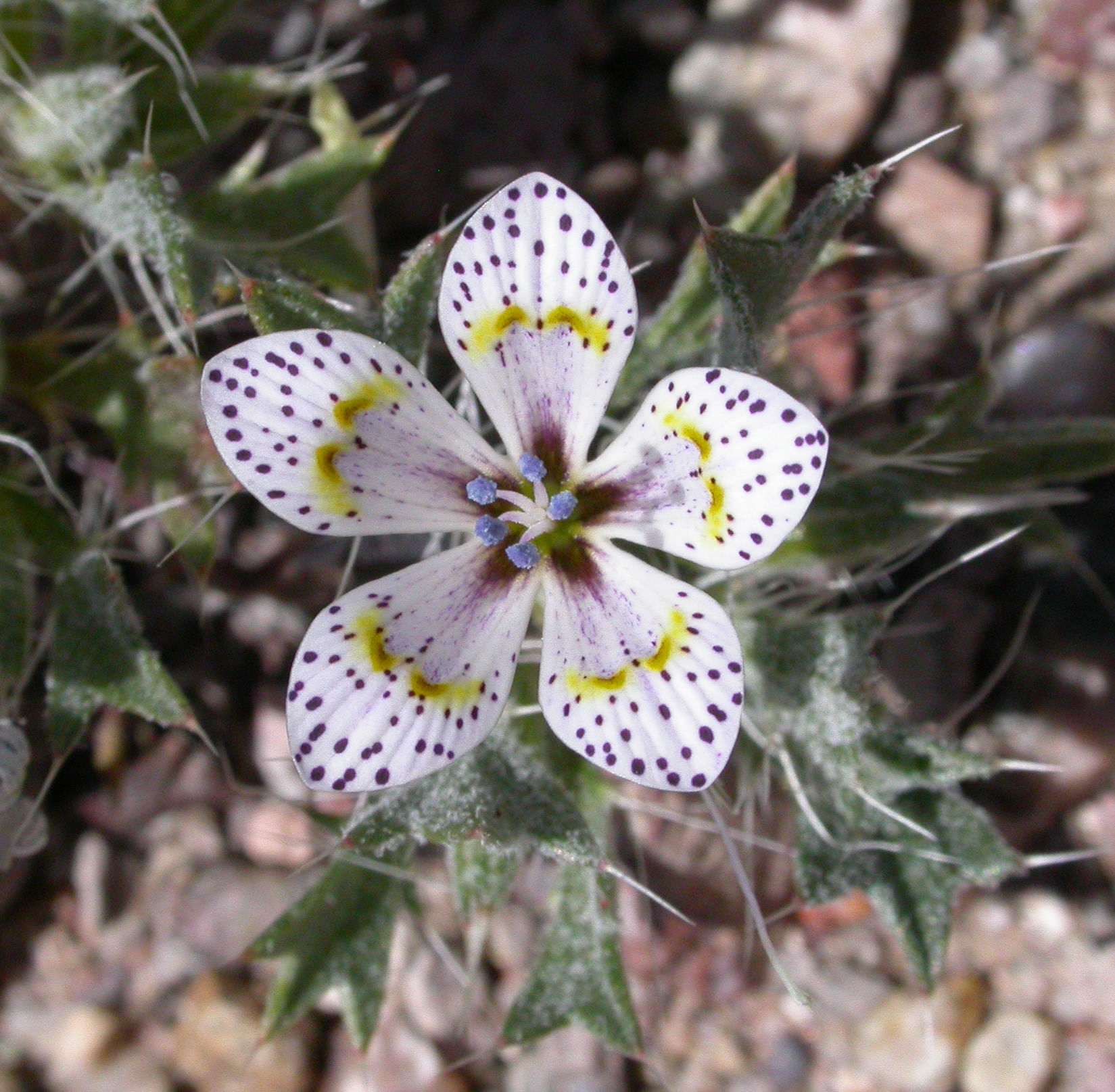
Détail d'une fleur de Langloisia setosissima ssp punctata.

La floraison a lieu entre avril et juin. Les fleurs, d'un violet ou un mauve violacé très pâle, parfois presque blanc, sont couvertes de points rouge violacé alignés dans le sens longitudinal des pétales. La corolle, qui au plus large mesure 1 à 1,5 cm de diamètre, est soudée en un entonnoir à la base, mais finit par 5 lobes libres. Chez la sous-espèce punctata, chaque lobe présente deux taches jaunes de dimension variable, et la base du lobe est fortement colorée en rouge violacé.
L'androcée est constituée de cinq étamines, dont la couleur des anthères varie du blanc au bleu, et qui entourent un stigmate trifide.

## Répartition et habitat
Cette plante pousse dans les endroits secs et gravillonneux des déserts nord-américains, souvent au sein des associations végétales Larrea tridentata ou Pinus-Juniperus.
Son aire de répartition s'étend de l'est de l'Oregon et du sud de l'Idaho, aux États-Unis, jusqu'au nord de l'État de Sonora, au Mexique.

### Espèce
- (en) Tree of Life Web Project : Langloisia setosissima
- (en) Catalogue of Life : Langloisia setosissima (Torr. & A. Gray) Greene (consulté le 18 décembre 2020)
- (fr + en) ITIS : Langloisia setosissima  (Torr. & Gray ex Torr.) Greene
- (en) NCBI : Langloisia setosissima (taxons inclus)

### Genre
- (en) Catalogue of Life : Langloisia Greene (consulté le 8 avril 2023)
- (fr + en) ITIS : Langloisia  Greene
- (en) NCBI : Langloisia (taxons inclus)
- (en) GRIN : genre Langloisia  Greene (+liste d'espèces contenant des synonymes)